# Townsend (miejscowość w hrabstwie Middlesex)
Townsend – miasto w Stanach Zjednoczonych, w stanie Massachusetts, w hrabstwie Middlesex.